# 3618 Kuprin
A 3618 Kuprin (ideiglenes jelöléssel 1979 QP8) a Naprendszer kisbolygóövében található aszteroida. Nyikolaj Sztyepanovics Csernih fedezte fel 1979. augusztus 20-án.